# Кассема
Ка́ссема (ест. Kassema küla) — село в Естонії, у волості Тарту повіту Тартумаа.

## Населення
Чисельність населення на 31 грудня 2011 року становила 26 осіб.

## Географія
Через населений пункт проходить автошлях 14211 (Кудіна — Маар'я).

## Історія
До 25 жовтня 2017 року село входило до складу волості Табівере повіту Йиґевамаа.